# Discographie des Chemical Brothers

## Albums

### Albums studio
- Exit Planet Dust (15 avril 1995)
- Dig Your Own Hole (7 avril 1997)
- Surrender (21 juin 1999)
- Come With Us (28 janvier 2002)
- Push the Button (25 janvier 2005)
- We Are the Night (2 juillet 2007)
- Further (14 juin 2010)
- Born In The Echoes (17 juillet 2015)
- No Geography (12 avril 2019)
- For That Beautiful Feeling (8 septembre 2023)

### Compilations / Rééditions
- Singles 93-03 (22 septembre 2003)
- Brotherhood (2 septembre 2008)
- Dig Your Own Hole (Réédition 25ème anniversaire inclus l'album original + 5 titres bonus) (22 juillet 2022)

### Bande originale
- Hanna (BOF) (4 juillet 2011)

## Singles
- Song To The Siren (juin 1993)
- Fourteenth Century Sky EP (janvier 1994)
- My Mercury Mouth EP (janvier 1994)
- Leave Home (5 juin 1995)
- Life Is Sweet (19 août 1995)
- Loops Of Fury (15 janvier 1996)
- Setting Sun (15 octobre 1996)
- Block Rockin' Beats (18 mars 1997)
- Elektrobank (8 septembre 1997)
- The Private Psychedelic Reel (1er décembre 1997)
- Hey Boy Hey Girl (en) (31 mai 1999)
- Let Forever Be (11 juillet 1999)
- Out Of Control (novembre 1999)
- Music: Response (février 2000 en Europe ; janvier 2000 au Japon)
- It Began In Afrika (10 septembre 2001 en Europe ; 11 septembre 2001 aux États-Unis d'Amérique)
- Star Guitar (14 janvier 2002)
- Come With Us / The Test (22 avril 2002)
- The Golden Path (15 septembre 2003)
- Get Yourself High (24 novembre 2003)
- Galvanize (17 janvier 2005)
- Believe (2 mai 2005)
- The Boxer (13 juillet 2005)
- Electronic Battle Weapon Promo Series (une série de disques de promotion numérotés de 1 à 9)
- Live 05 EP (Disponible uniquement en téléchargement internet)
- Do It Again (4 juin 2007)
- The Salmon Dance (5 août 2007)
- Midnight Madness (2008) (Disponible uniquement en téléchargement internet)
- Swoon (2010)

## Compilations mixées
- NME XMas Dust Up (17 décembre 1994)
- Live at the Social Volume 1 (1996)
- Brothers Gonna Work it Out (21 septembre 1998)
- The Chemical Brothers Remixes (29 septembre 2008)

## Clips
- Life is Sweet
- Setting Sun : les Chemical Brothers réveillent une femme qui a fait un bad trip.
- Block Rockin' Beats : des amateurs d'électro sont poursuivis par des hommes en noir.
- Elektrobank : Sofia Coppola en actrice principale, participant à un concours de gymnastique.
- Hey Boy Hey Girl : une fille, puis femme, qui voit le monde en squelette.
- Let Forever Be : un kaléidoscope « live » réalisé par Michel Gondry.
- Out of Control : Rosario Dawson en actrice principale : Fausse publicité pour une marque de boisson gazeuse.
- The Test : clip très psychédélique d'une jeune fille, en mer, et sur terre.
- The Golden Path : un employé de bureau s'enfuit pour une vie meilleure.
- Star Guitar : le paysage défile à la fenêtre d'un train, chaque élément du paysage est synchronisé avec un son. Les prises de vues ont été réalisées sur la ligne de train Lyon-Arles. Ce clip a été réalisé par Michel Gondry.
- Galvanize : clip représentant une battle de krump.
- Believe : trip hallucinogène avec des bras mécaniques.
- The Boxer : les pérégrinations d'un ballon de basket en pleine ville.
- Get Yourself High : montage de scènes de vieux films asiatiques avec insertion de bouches et d'éléments décalés (réalisation Joseph Kahn).
- Do it again : clip tourné au Maroc dans lequel deux enfants ont une radio qui fait danser les gens.
- Salmon dance : dans un aquarium, des poissons se mettent à l'électro.
- Midnight Madness : un gobelin en tenue à paillettes dorées qui joue une espèce de bossu de Notre Dame moderne. Le personnage est en partie joué par un célèbre danseur de breakdance : Lilou du groupe Pockemon Crew (Lyon-France)

On peut remarquer la participation  de Michel Gondry qui réalisa les clips Let Forever Be et Star Guitar, et de Spike Jonze, pour Elektrobank.